# 1896 v hudbě
Tento článek obsahuje události související s hudbou, které proběhly v roce 1896.

## Opery
- Švanda dudák (Vojtěch Hřímalý)
- Kraňský slavíček (Anton Foerster)
- Hedy (Zdeněk Fibich)
- Bohéma (Giacomo Puccini)

## Události
- 4. ledna – první koncert České filharmonie v Rudolfinu pod taktovkou Antonína Dvořáka

## Narození
- 8. ledna – Jaromír Weinberger, český hudební skladatel a dirigent († 8. srpna 1967)
- 3. února – Kid Thomas Valentine, americký trumpetista († 18. června 1987)
- 25. února – Jan Němeček, český hudební historik († 31. března 1968)
- 12. března – Jesse Fuller, americký zpěvák, kytarista a hráč na foukací harmoniku († 29. ledna 1976)
- 10. dubna
  - František Brož, český hudební skladatel († 21. července 1962)
  - Jaroslav Tomášek, český hudební skladatel († 26. listopadu 1970)
- 26. dubna – Jaroslav Jankovec, český dirigent a skladatel († 6. září 1961)
- 30. dubna – Reverend Gary Davis, americký bluesový zpěvák, kytarista a skladatel († 5. května 1972)
- 6. července – Vladimír Polívka, český klavírista, spisovatel a hudební skladatel († 11. května 1948)
- 1. listopadu
  - Antonín Bednář, český dirigent, sbormistr a skladatel († 2. března 1949)
  - Karel Šejna, český dirigent († 17. prosince 1982)

## Úmrtí
- 19. ledna – Václav František Červený, český výrobce hudebních nástrojů (* 27. září 1819)
- 12. února – Ambroise Thomas, francouzský hudební skladatel (* 5. srpna 1811)
- 20. února – Karel Teige, český muzikolog (* 23. října 1859)
- 20. května – Clara Schumannová, německá klavíristka a skladatelka (* 13. září 1819)
- 24. července – Hynek Palla, český hudební skladatel (* 12. prosince 1837)
- 12. prosince – Ludwig Grünberger, český klavírista a hudební skladatel (* 24. dubna 1839)